# 呉洸太
呉 洸太（ハングル:오광태、仮名転写:お ぐぁんて、1996年11月16日 - ）は、ジャパンラグビーリーグワン三重ホンダヒートに所属するラグビー選手。

## プロフィール
- 大阪府大阪市出身。
- ポジションはスタンドオフ(SO)、センター(CTB)。
- 身長 180 cm、体重 90 kg

## 略歴
2015年、大阪朝鮮高級学校卒業後、法政大学に入る。
2019年、法政大学卒業後、Honda Heat(現・三重ホンダヒート)に加入。
2021年2月20日にジャパンラグビートップリーグ第1節NTTコミュニケーションズシャイニングアークス戦に先発出場で公式戦初出場を果たす。